# International Television & Video Almanac
International Television & Video Almanac este un almanah anual al industriei cinematografice și de televiziune care a fost publicat sub diferite titluri începând din 1929.

## Istorie
Almanahul a fost publicat pentru prima dată sub numele The Motion Picture Almanac în 1929, editat și compilat de personalul publicației comerciale cinematografice Exhibitors Herald-World a lui Martin Quigley. A devenit International Motion Picture Almanac în 1936, apoi Motion Picture and Television Almanac și ulterior International Television Almanac. A fost publicat de Quigley Publishing Company încă de la începuturi.

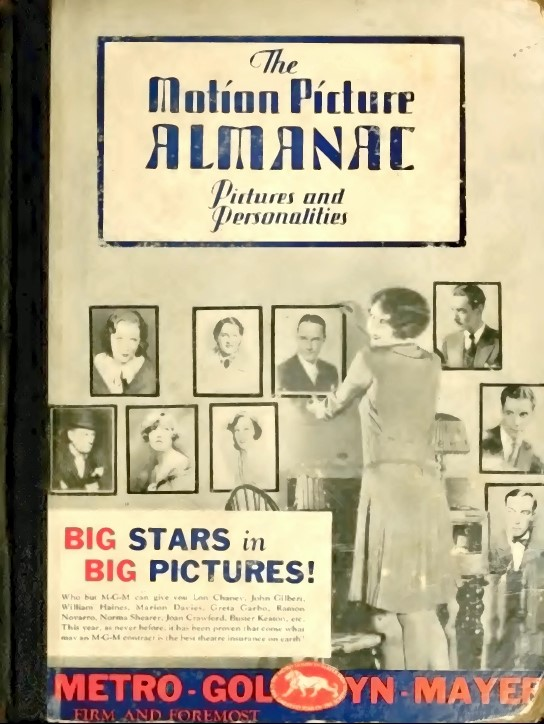
Prima ediție a The Motion Picture Almanac, 1929.
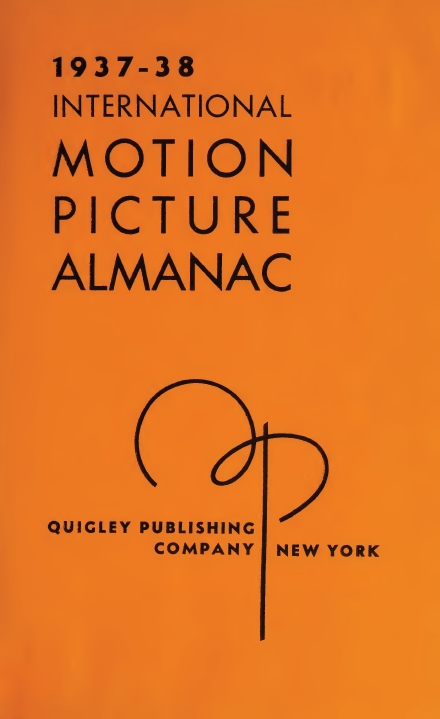
Pagina de titlu a International Motion Picture Almanac, 1937–1938.